# A pacifista
A pacifista 1970-ben készült színes, olasz–francia–nyugatnémet filmdráma. Eredeti címe: La pacifista, de a korabeli magyar sajtóban és a hazai szakirodalomban Mindennapi félelem címmel is emlegették. Jancsó Miklós első olasz filmje hamar eltűnt a külföldi filmszínházak műsoráról, lényegében megbukott. A rendező szerint ennek egyik fő oka a női főszereplő, Monica Vitti volt, akit a közönség akkoriban kizárólag a sorozatban játszott vígjátéki szerepeivel azonosított, és más szerepkörben már nem akart elfogadni. Mind Jancsó, mind Vitti kellemetlen emlékeket őriz a közös munkáról. A pacifistát egyébként az eltelt évtizedek alatt számos kritikus „átértékelte”: véleményük szerint Jancsó hihetetlen éleslátással ismerte fel az olasz politikai erőviszonyokat és azok várható változásait, amelyek pár évvel később az Olaszországon, majd egész Nyugat-Európán végigsöprő terrorhullámhoz vezettek.

## A cselekmény
|  | Alább a cselekmény részletei következnek! |

A tévériporter Barbara egy munkástüntetésen magnófelvételeket készít. Ismeretlen férfiak elveszik a magnetofonját, sőt az autóját is felgyújtják. Később leütik az utcán. Amikor elmegy otthonról, észreveszi, hogy valaki követi. Bejelentést tesz a rendőrségen, de nem veszik komolyan. A barátai sem hisznek neki. Aztán mégiscsak behívják a rendőrségre, hogy azonosításon vegyen részt: vajon a rendőrök azt a férfit fogták-e el, aki követte őt? Barbara felismeri ugyan a férfit, ám mégis „nem”-mel felel a rendőröknek. A férfit ezért szabadon engedik, és ő megvárja Barbarát a kapitányság előtt. Arcon csókolja a nőt, majd távozik. Ekkor azonban két fiatalember ered a nyomába, és leütik. Barbara a férfi segítségére siet, a lakására viszi. A férfi bevallja, hogy csak azért követi őt, mert szerelmes belé. Elmondja azt is, hogy hamarosan végezni fognak vele, mert meg kellett volna ölnie valakit, ám nem tette meg. A pár együtt megy el egy képtárba, ahol valóban gyilkosság történik: az áldozat egy szakszervezeti vezető, Barbara barátja. A további események odáig vezetnek, hogy a pacifista Barbara végül kénytelen feladni kívülálló magatartását…
|  | Itt a vége a cselekmény részletezésének! |

## Háttér

### Az ötlettől a megvalósulásig
A pacifista előzményei a botrányokkal tarkított, végül félbeszakadt 1968-as cannes-i filmfesztiválig vezethetők vissza. Monica Vitti zsűritag volt a fesztiválon, Jancsó aktuális filmje, a Csillagosok, katonák (1967) pedig a versenyprogramban szerepelt, és a fődíj egyik legnagyobb esélyesének számított. Vittinek nagyon tetszett Jancsó alkotása. Évekkel később azt nyilatkozta Máté Judit újságírónőnek, hogy heves vitákat folytatott a többi zsűritaggal azért, hogy a nagydíjat Jancsó filmje kapja. Kinyilvánította azt az óhaját is, hogy szívesen dolgozna a magyar rendezővel. Ehhez Vitti barátnője, a baloldali érzelmű Giovanna Gagliardo nyújtott segítséget. Giovanna 1968 őszén elutazott Budapestre, hogy találkozzon Jancsóval. Magával hozta a La pacifista című novelláját is. Jancsó véleményét kérte a történetről, és kilátásba helyezte, hogy jó barátnője, Vitti hajlandó lenne szerepelni a filmben a magyar rendező irányítása alatt.
Jancsó nem beszélt mellé, rávilágított a történet gyengeségeire, mindazonáltal nem utasította el a felkérést. Ragaszkodott viszont ahhoz, hogy a munkába vonják be Hernádi Gyulát is. Hernádi azonban nem tudott a tőle megszokott módon részt venni a teljes produkcióban, mivel útlevele körül problémák támadtak, és csak megkésve nyílt lehetősége Jancsó után utazni Olaszországba. A forgatókönyv egyébként többszöri átdolgozáson esett át. A legnagyobb eltérés a történet végében van: az eredeti változat szerint a merénylet után a férfi és Barbara a nő házába mennek, ahová a terroristák is követik őket. Barbarát öngyilkosságra kényszerítik, a férfit meg arra akarják rávenni, hogy adja fel magát a rendőrségen, mint a múzeumi gyilkosság tettese. Útban a kapitányság felé azonban a terroristavezér meggondolja magát: parancsot ad a férfi megölésére, és ő megy el a rendőrségre, hogy vállalja a merényletet. Ott viszont nem törődnek vele, mivel van már gyanúsítottjuk, egy trockista fiatalember. Az anarchista vezér tehetetlen dühében rálő az őrizetesre. A filmet végül egy másik változat szerint fejezték be: ebben a terroristák Barbara házában agyonlövik a férfit, és a nőt küldik a rendőrségre azzal, hogy a terroristavezér találkozni akar a kapitánnyal. A kapitányságon a nőt nem veszik komolyan, rendőrorvosnak adják át. Közben fiatalok tüntetnek az épület előtt. A zűrzavart kihasználva Barbara fegyverhez jut, és az udvaron agyonlövi az Idegent.
Jancsó Miklós később azt állította, hogy Vitti miatt kellett megváltoztatni az utolsó snittet, ugyanakkor egy olasz kiadású könyvben arról beszélt, hogy lényegében sikerült az eredeti forgatókönyvet megvalósítania.

### Monica Vitti Jancsóról
A színésznő a róla írt könyvben így emlékezett vissza a magyar rendezőre:
„Nagy csalódás volt nekem Jancsó. Sajnos. Amikor a Csillagosok, katonákat láttam, igen-igen tiszteltem. A film cannes-i bemutatóján a zsűri elnökhelyettese voltam. Késhegyig menő harcot folytattam a többiekkel, hogy ez a film kapja a díjat, mert nagyon értékes művészi alkotásnak találtam. Arra gondoltam akkor: istenem, bárcsak megadatna nekem, hogy ezzel a rendezővel együtt dolgozhassam. Rómában meg is ismerkedtünk. Nagyon letörtnek látszott, elmondta, mennyi problémája van, s előállt az ötlettel, hogy van egy története a számomra. Mondogatta, milyen nagy szüksége van rám, a segítségemre. Mivel nagyon tiszteltem, igyekeztem megadni ezt a segítséget, és teljes bizalommal nekiálltam a forgatásnak úgy, hogy nem volt kész forgatókönyv, csak amolyan vázlatos, néhány oldalon. Holott én mindig közreműködöm a forgatókönyv írásában. A forgatás közben aztán néhány dolog megváltozott ahhoz képest, amit ő ígért nekem. Sajnos, nem olyan embernek ismertem meg Jancsót, mint amilyennek a filmje után a művészt elképzeltem. Így csak azt mondhatom, számomra nem volt boldog a találkozás.”
Vittinél jobban senki nem tudhatja, mit érzett Jancsó iránt a forgatás előtt és után, mitől változtak az érzelmei. Elhivatottságát se lehet kétségbe vonni, hiszen elfogadta a szerepet, és népszerű filmsztárként is hajlandó volt egy olyan produkcióban szerepelni, amely merőben másnak ígérkezett még a pár oldalas szinopszis alapján is, mint amilyen alkotásokkal akkortájt sikerei voltak: vagyis vállalta a kockázatot egy olyan filmért, amelyben hitt. Visszaemlékezésében ennek ellenére vannak vitatható pontok. Jancsó Miklós például képtelenségnek tartotta, hogy Vitti az ő filmjéért harcolni tudott volna a zsűritagokkal: szerinte ugyanis a zavargások miatt a Csillagosok, katonák bemutatóját követő napon félbeszakadt a fesztivál. Figyelembe véve, hogy a La pacifista ötlete Vitti barátnőjétől származott, kevéssé tűnik életszerűnek, hogy a színésznő Jancsótól hallott volna először a történetről, és lényegében váratlanul érte volna a felkérés. A félig kész forgatókönyvről szóló állítást cáfolja a korábban idézett Jancsó-szöveg, mely szerint „igazi forgatókönyv”-vel dolgoztak, amelyből még kihagyni sem lehetett semmit menet közben. Meglepő Vitti azon állítása is, miszerint ő közreműködik filmjei forgatókönyveinek megírásában. Ezt éppen az idézett életrajzi könyve cáfolja akaratlanul is több helyen: az egyik fejezetnek például egyenesen az a címe, hogy Találjatok ki nekem egy történetet! Az egész könyv lényegében azt ecseteli, hogy komikaként Vitti rendszeresen a képességeihez méltatlan feladatok elvállalására kényszerült. A forgatásokon valószínűleg elmondta ugyan az ötleteit, és azokat meg is hallgatták, ám ő maga panaszolja az említett fejezetben (id. mű, 116–118. o.) tipikus példaként, hogy nem vették figyelembe a javaslatait.

### Jancsó Miklós Vittiről
Jancsó Miklós hisztérikus sztárként emlékezett vissza Monica Vittire, és szinte sose mulasztotta el, hogy nyilatkozataiban a film korabeli kudarcáért javarészt ne a színésznőt hibáztassa. Szerinte Vitti egyrészt amiatt aggódott, hogy nem mutat elég jól a vásznon, másrészt azért, hogy ez a politizáló film esetleg tönkreteszi a karrierjét. A Vittiről szóló idézett önéletrajzi könyvben – nem A pacifista kapcsán – Vitti maga is elismeri, hogy valóban fontos számára, hogyan jelenik meg a filmvásznon, milyen fotókat publikálnak róla (id. mű, 157–158. o.). Ő azonban nem hiúsággal magyarázta mindezt, hanem arra hivatkozott, hogy a filmszakma könyörtelen világában muszáj mindig jól kinézni: egy előnytelen fotó miatt például akár egy jónak ígérkező filmszerep is elúszhat. Ugyanakkor aligha valószínű, hogy Vitti csak a forgatás közben jött volna rá arra, hogy ő tulajdonképpen egy politikailag erősen elkötelezett filmben szerepel. Ha ez azonban tényleg így történt, akkor viszont mégiscsak elgondolkodtató a színésznő fentebb idézett állítása, hogy csupán néhány oldalas, vázlatos forgatókönyv alapján, a Jancsó iránti tiszteletből látott munkához, a történet egészének ismerete nélkül.
A rendező egy ízben így emlékezett vissza Vittire:
„Ami pedig Monica Vittit illeti, először is szerelmes volt belém, és én ezt a szerelmet nem viszonoztam. […] A meg nem hallgatott szerelem a legrosszabb tanácsadó. Másodszor, a művésznőt barátai és ismerősei elkezdték azzal ijesztgetni, hogy a film politikai állásfoglalása miatt a különböző politikai körök tönkreteszik a karrierjét. Harmadszor, az én filmkészítési módszerem valóban más, mint amit ő megszokott. Ő volt ugyan a főszereplő, de azért a történetnek, a gondolatnak némely fontos elemét mások is képviselték, és úgy látszik, egy »szegény magyar« rendező részéről ez a »merénylet« megbocsáthatatlan vétekként jelent meg a tudatában. Nem állítom, hogy tehetségtelen volna, de az kétségtelen, igazán értékes művészi teljesítményt csak Antonioni filmjeiben mutatott. Sajnálom, hogy nem hagyta magát elképzeléseim szerint rendezni, a La pacifista ugyanis még az ő mércéjével mérve is sikeres film lehetett volna, ha művészként, és nem hisztérikus sztárként dolgozik velem. Ennyit Monica Vittiről.”
Valószínűnek mondható, hogy mind Vitti, mind Jancsó a saját szemszögén át, érthető szubjektivitással, de nem teljesen pontosan idézte fel a közös munkát. Apró adalék mindehhez, hogy mind a Vitti-biográfiában, mind a Hernádi-könyvben a két érdekelt fél 1972-t emlegeti A pacifista készítési éveként, holott a művet valójában két évvel korábban forgatták.

### Madaras JózsefVittiről
A pacifista egyetlen magyar szereplője egészen másképp emlékezett vissza a női főszereplőre, mint a rendező:
„A forgatás nagyon jó hangulatban indult. Monicában erős vágy élt, hogy ebben a Jancsó-féle világban jelen lehessen. Egy háromszáz méteres snittel kezdtünk, ami tizenegy percig tart körülbelül, de a felvétel három napot vett igénybe. Monica rendkívüli műgonddal dolgozott. Sajnos, már itt kitört az első vita. Hogy min különböztek össze, pontosan nem tudom, mert franciául beszéltek. Azt tudom csak, hogy Monica tiltakozott valami ellen, amit végül nem is csinált meg. Ettől kezdve azonban megváltozott köztük a kapcsolat. Jancsó is nagyon érzékeny ember, biztosan meghatározó volt számára ez a kezdeti összekülönbözés. Később is többször előfordult, hogy feszült volt a légkör, de Monica erről sosem beszélt. Ha valami problémája volt, azt mindig szemtől szembe elintézte Jancsóval. De azt megfigyeltem, hogy ennek ellenére, még három hét múlva is tökéletes odaadással dolgozott.”

## Érdekességek
- Giovanna Gagliardo Jancsó Miklós olasz élettársa lett, noha a rendezőnek Mészáros Márta személyében akkor még felesége volt. Jancsó így emlékezett:[7] „Furcsa, szabad életet éltem, Rómában Giovannával, itthon Mártával. Márta az elején toleráns volt, később ingerültté vált, szakítani akart, hiába magyaráztam neki, lassan lejár az időm Olaszországban, legyen türelmes, nem hallgatott rám.” Mészáros Márta így nyilatkozott:[8] „Nem, nem az volt a válás oka, hogy Jancsó megcsalt. Én nem kívánom meg, hogy egy férfi hűséges legyen hozzám, de azt igen, hogy ne hazudjon, hogy ne kelljen megalázva éreznem magam. […] Jancsó nem volt őszinte, úgy viszonyult hozzám, mint egy buta libához, akinek hazudozni kell. Nem kellett volna. Ő kint dolgozott Olaszországban, és egy férfi nagyon nehezen tud egyedül élni.”
- A filmben szereplő statiszták a korabeli olasz anarchoszindikalista mozgalom résztvevői voltak: némelyikük később a Vörös Brigádok tagja lett. A filmbeli rendőrök úgyszintén valódiak voltak. Ráadásul a lázadók és a rendőrök igazi utcai összecsapásokból már ismerték egymást.
- A történet valós motívumokat is tartalmaz: akkoriban világszerte sajtótéma volt az ún. Valpreda-ügy, melynek során egy baloldali anarchistát vádoltak meg egy fasiszta merénylettel.
- A rendőrfelügyelőt játszó nyugatnémet Peter Pasetti állítólag mind külsejében, mind gesztusaiban megtévesztésig hasonlított az olasz politikai rendőrség akkori főnökére, akit se ő, se Jancsó nem ismert és nem látott: a hasonlóságra a helyiek hívták fel az alkotók figyelmét.
- Carlo Di Palma operatőr a forgatás idején Monica Vitti élettársa volt.
- Daniel Olbrychski játszott Jancsó ezt megelőző filmjében, az Égi bárányban (1970) és egy másik olasz filmjében is: Róma visszaköveteli Cézárt (1974).
- A film végén látható francia nyelvű Bakunyin-idézet magyarul így hangzik: „Az én szabadságom mások szabadsága.”
- A pacifista lényegében szakít a hagyományos történetmeséléssel, s leginkább Jean-Luc Godard A kínai lány (1967) című filmjével állítható párhuzamba.
- Bernardo Bertolucci állítólag elismerte, hogy híres filmje, az Utolsó tangó Párizsban (1972) számára „kölcsönvette” A pacifista utolsó jelenetét Marlon Brando halálának képsorához.
- A filmben elhangzó Warszawianka – Nanni Balestrini, a szélsőbaloldali mozgalmak ideológusának szövegével – a Vörös Brigádok indulója lett.
- Jancsóhoz hasonlóan Hernádi Gyula – aki megkésve ugyan, de végül kijutott Olaszországba – sem volt elragadtatva Monica Vittitől. Barátjának, Fodor Andrásnak Rómából állítólag ezt telefonálta 1970. december 19-én:[9] „Monica Vitti Carlo Di Palma operatőrrel él. Hisztériás nő, felbőszült azon, hogy Jancsó ilyen baloldali filmbe vonta be. Félti politikai szüzességét, nem akarta vállalni az utószinkront.”
- A külföldi kritikusok nevezték el ún. „karate-trilógiá”-nak azt a három Jancsó-filmet, amelyek meglátásuk szerint a társadalmi elnyomás szerkezetét vizsgálták. A trilógia részei: Sirokkó (1969), Égi bárány (1970), A pacifista (1970).
- Jancsó Miklós egy interjúban[10] azt állította, hogy A pacifistát a Fox meg akarta venni világforgalmazásra, de politikai okokból végül elálltak a vásárlástól. Ezután a Columbia is érdeklődött, de szolidaritásból ők is visszaléptek, miután meghallották, hogy a Fox miért mondta le a vásárlást. Jancsó szerint az ilyen üzleti összefonódások lehetővé teszik, hogy a világforgalmazók leszorítsák a pályáról a nekik nem tetsző alkotókat.
- A pacifistát bő másfél évtizedes késéssel mutatták be Magyarországon. Ennek állítólag nem ideológiai, hanem anyagi okai voltak: a külföldi producer a bukás ellenére is drágán adta a filmet. A magyar közönség Jancsó Miklós 65. születésnapjának tiszteletére 1986 februárjában rendezett egynapos (!!) vetítéssorozaton láthatta először a művet a rendező két olasz tévéfilmjével együtt. 1989-ben széles körű moziforgalmazásban is bemutatták, de a hazai gyakorlatban kivételesnek számító módon hangalámondással vetítették. Csak egy későbbi tévés bemutató alkalmából készítettek hozzá hagyományos szinkront.

## Magyar kritikai visszhang
„A pacifista – korát megelőző munka. Itt-ott ritmustalan ugyan, Monica Vitti sem meri vállalni az arcát, Madaras József sincs a helyén a filmben – túlhajtottan »jancsós« szerepformálása, különösen az olasz világsztár pszichologizáló szerepformálása mellett, már-már mosolyt fakasztó –, egészében azonban a mű több mint kellemes meglepetés. Úgy tetszik, Jancsó e filmjében ásott a legmélyebbre a korszak politikai-szellemi arculatának kifejezésében. Merőben filmes eszközökkel képes ábrázolni egy szubtilis igazságot: valami végérvényesen befejeződött, mert a XX. század 1968-ban mintegy végetért, s ami ezután kezdődik, már csírájában is baljóslatú: a realitás eloldódik a valóságtól, a politika leválik a ténylegesen zajló történelmi folyamatról, az állampolgárok könnyen bábokká vagy vademberekké züllhetnek, és városaink sem városok immár, inkább kiszámíthatatlanul veszélyes szándékok fenyegetően ismeretlen terepei, civilizációnkat a személytelenség alattomos démona nyűgözi, úgyszólván leleplezhetetlenül…”

(Kornis Mihály: A történelem csinos rabszolgái a Filmvilág.hu-n)
„Ez a film 1971-ben készült. Mondjuk el, Jancsó dicséretére, sőt dicsőségére – hogy 1971-ben hol volt még a terrorizmus! Hol? Sehol. Hol volt még Moro, Schleier, Ponto, Buback legyilkolása! Amikor – NSZK, 1977 – egyetlen év alatt »kilőtték« a főállamügyészt, az iparmágnást és a munkaadók szövetségének elnökét! 1971: éppen hogy szárnyait próbálgatja az olasz és német terrorizmus, Baaderék első – ideológiailag fundált szárnycsapásai, s hol van még a terrorizmus technokrata, gerilla-logisztikát kiépítő nagy hulláma! […] Nézi az ember a filmet. Jancsónál táncolnak, fütyörésznek. Ultrabal zakatol s dalol, szélsőjobb indázik, madarasozik. Aztán lelövik a piros sálas, humanista formájú férfit, és befut a mondat, a világ sorsát egy ember egy lövéssel megváltoztathatja. És a táncos-füttyös mozi vizionárius őrületéről kiderül, hogy realistább, mint az elmúlt húsz év szuperrealista mesefilmjei. […] A pacifista nem kolosszális film. A pacifista mélységsejtető film. Másfajta mélységet sejtet, mert másfajta – e tájon ismeretlen – szakadékok partján jár. Annyira jó, amennyire ismeretlen maradt és marad.”

(Papp Zsolt: Zakatol az ultrabal a Filmvilág.hu-n)

## Főszereplők
- Monica Vitti (Barbara)
- Pierre Clémenti (Az Ismeretlen)
- Peter Pasetti (a felügyelő)
- Madaras József (a fekete szemüveges)
- Daniel Olbrychski (Az Idegen)
- Piero Faggioni (Piero)
- Gino Lavagetto (Carlo)
- Sergio Tramonti
- Ottavio Fanfani
- Cristiano Minellone
- Jean-Pierre D'Artois
- Daniel Pommereulle
- Luigi Pignatelli
- Riccardo De Stefanis
- Francesco Carnelutti
- Mario Tellini
- Mario La Neve
- Baby Sun
- Yvon Taylor
- Syra Rocchi (lány) (nem szerepel a stáblistán)